# Monte Isola
Monte Isola – miejscowość i gmina we Włoszech, w regionie Lombardia, w prowincji Brescia.
Według danych na rok 2004 gminę zamieszkiwało 1768 osób, 147,3 os./km².